# Хвитсерк (конунг Гардарики)
Хвитсерк (др.-исл. Hvítserkr от hvítr — белый и serkr — рубашка, сорочка; лат. Withsercus, в русскоязычных переводах также Витзерк или Гвитсерк) —  правитель (наместник Рагнара Лодброка) «Геллеспонта» или «Восточного королевства» (Austrriki), упоминаемый в сагах и сочинениях средневековых скандинавских историков. Сын Рагнара от третьей жены Аслауг.
По Саксону Грамматику после победы над конунгом Дием и его сыновьями, Рагнар назначил Хвитсерка править Геллеспонтом, а сам вернулся в Данию и в течение пяти лет воевал в разных землях. В это время Даксо, сын Дия, безуспешно воевавший с Хвитсерком, хитростью захватил его в плен. Согласно Саксону пленный Хвитсерк сам пожелал умереть, несмотря на предложения Даксо оставить ему жизнь, жениться на дочери Даксо и получить полцарства в приданое. Хвитсерк отверг предложения Даксо и пожелал, чтобы его связали и сожгли с его боевыми друзьями, что и было исполнено. Гибель Хвитсерка скандинавские источники датируют примерно 840 годом.
По другой версии Хвитсерк во время войны с «гуннами» был взят в плен, и царь гуннов сжёг его на костре, сложенном из голов убитых им воинов. Эта версия восходит к Саге о Рагнаре Лодброке и его сыновьях (гл. 18).
Также в Саге о Стурлауге Трудолюбивом упоминается некий Хвитсерк Гардарики, воевавший против вторгшихся войск Стурлауга. Неясно какой статус этого Хвитсерка в Гардарике и имеет ли он какое-либо отношение к легендарному сыну Рагнара. В этом варианте Хвитсерк выступает на стороне конунга Ингвара (правителя Альдейгьюборга), а после гибели конунга «со многими своими людьми спасся бегством» и более не упоминается.

## В кино
- Викинги / Vikings (2013—2018; Ирландия, Канада) в роли Хвитсерка Марко Ильсё.